# نجم روك (أغنية بوست مالون)
«نجم روك» (بالإنجليزية: Rockstar) هي أغنية للرابر الأمريكي بوست مالون. تم إصدارها في 15 سبتمبر 2017 بواسطة ريبابليك ريكوردز كـأغنية منفردة رئيسية من ألبومه الإستوديو الثاني بيربونغز وبنتليز (2018). يتضمن الألبوم الرابر 21 سافاج. تعاون الفنانان في كتابة الأغنية مع لويس بيل، وكارل أوستن روزن، وجوي باداس، وأولفونميبي أوشيلي. وهي من إنتاج بيل، وفابيو الميدا.
وصل المسار لرقم واحد في بيلبورد هوت 100 الأمريكية، ووصلت للمركز الأول في العديد من البلدان الأخري، بما في ذلك: أستراليا، وكندا، والبرتغال، وأيرلندا، ونيوزيلندا، والسويد، والنرويج، وفنلندا، والدنمارك، والمملكة المتحدة. وصارت الأغنية المنفردة الأولي رقم واحد لبوست مالون و21 سافاج في جميع البلاد المذكورة. رُشحت الأغنية لـلتسجيل العام، وأفضل أداء راب/مغني في حفل توزيع جوائز الغرامي الحادي والستين.

## الخلفية
نشر بوست مالون مقتطفا من نفسه يسجل المسار في الإستوديو عبر تويتر في 29 ديسمبر 2016. تضمنت الأغنية في الأساس الفنانين الأمريكيين تي-بين، وجوي باداس، والأخير هو الذي شارك في كتابة الأغنية ولكنه غير معتمد.

## الفيديو الموسيقي
إن فيديو الـيوتيوب غير الرسمي الخاص بصوت المسار، والذي أصدرته ريبابليك ريكوردز عبارة عن حلقة مدتها ثلاث دقائق و38 ثانية من جوقة الأغنية فقط. لذلك كانت الأغنية قادرة علي تلقي التنزيلات المكافئة دون عرض كامل للأغنية، والتي يعزي بعضها إلي موقعها في رقم واحد علي بيلبورد هوت 100. وصفها البعض بأنها «خطة تسويقية ذكية»؛ بينما اعتقد آخرون أنها خدعة أو ثغرة.
تم إصدار الفيديو الموسيقي الرسمي، وهو من إخراج إميل نافا علي قناة فيفو لبوست مالون في يوتيوب في 21 نوفمبر 2017. يعرض الفيديو بوست مالون في غرفة قتال ضد عصابة من الرجال بسيوف الساموراي، وينتهي ببوست مالون و21 سافاج مغطون بالدماء. أشار بيتشفورك إلي أن الفيديو يشير إلي فيلم الحركة اليابانية ليدي سنوبلود. اعتبارا من أغسطس 2019، تلقي الفيديو أكثر من 550 مليون مشاهدة علي يوتيوب.

## الأداء في اللوائح
وصلت الأغنية إلي رقم 1 في بيلبورد هوت 100 الأمريكية، لتصبح أول أغنية رقم واحد لبوست مالون و21 سافاج. ووصلت إلي رقم 2 خلف أغنية كاردي بي بوداك أصفر، محطمة الرقم القياسي في أسبوع البث علي أبل ميوزيك مع أكثر من 25 مليون تدفق لتصبح ثالث نجاح لأعلي الـ20 لبوست مالون، متبعة أغنيته المنفردة الأولي أيفرسون أبيض وأغنيته الناجحة الواحدة من أعلي الـ10 تهانينا. وبقيت وراء أغنية بوداك أصفر لمدة ثلاثة أسابيع متتالية قبل أن تصل إلي المركز الأول في أسبوعها الرابع. اعتبارا من شهر أكتوبر عام 2017 باعت الأغنية الفردية 165458 نسخة في الولايات المتحدة. أجتلت أغنية نجم روك لائحة بيلبورد هوت 100 لمدة ثمانية أسابيع، وهو الأطول في المرتبة الأولي لأغنية هيب هوب في عام 2017. بعد أسبوعه الثامن في المرتبة الأولي تمت إطاحتها بواسطة أغنية مثالي لـإد شيران.  في أستراليا تصدرت لائحة أريا للأغاني الفردية لمدة سبعة أسابيع في المملكة المتحدة ظهرت الأغنية في المركز الخامس في 22 سبتمبر 2017. وفي الأسبوع التالي ارتفعت ثلاثة أماكن إلي المركز الثاني، وخلفت أغنية سام سميث جيد جدا في الوداع قبل الوصول إلي القمة في 6 أكتوبر.

## الاستقبال النقدي
راجعت مجلة (بالإنجليزية: Spin.com) مقطع الفيديو غير الرسمي للأغنية من خلال القول: «قد تكون حلقة الكورس عبارة عن حيلة منغمة للتسويق في فترة ما بعد الكرمة، ولكنها تبدو ناجحة. تُعد أغنية نجم روك هي أول أغنية منفردة لـبوست مالون و21 سافاج في المرتبة الأولي علي الإطلاق، مما يعني أن هذا ربما لن يكون آخر مرة يحاول فيها أحد الفنانين تعزيز مسار من خلال تقطير قسمه الأكثر جاذبية إلي منتج مستقل. ربما في المستقبل سنستمع جميعا إلي خطافات طولها ثوان علي حلقات ممتدة لا نهاية لها.» سميت كلا من مجلة (بالإنجليزية: Spin) وتايم الأغنية واحدة من أسوأ أغاني 2017.

## ريمكسات
في 29 نوفمبر 2017 تم إصدار ريمكس غير رسمي من (بالإنجليزية: Crankdat) للأغنية علي قناة (بالإنجليزية: Trap Nation) علي يوتيوب. في 13 ديسمبر 2017، وتم إصدار ريمكس لاتيني للأغنية التي تضم فنانين ريغيه تون من بورتوريكو هم نيكي جام وأوزونا. تم إصدار ريمكس آخر في 22 ديسمبر 2017، ويضم مغني الراب جاداكيس ونينو مان. في 25 ديسمبر 2017 أصدر ليل وين ريمكس من الأغنية بعنوان «5 نجوم» وضمت نيكي ميناج كأغنية منفردة من الـميكس تيب الخاص به (بالإنجليزية: Dedication 6). في 28 ديسمبر 2017 تم تسريب النسخة الأصلية للأغنية التي تضم تي-بين وجوي باداس. في 23 يناير 2018 أصدر مغني الراب الأمريكي فيتي واب ريمكس للأغنية.

## وصلات خارجية
- كلمات الأغنية الكاملة على مترولايركس